# 姆庫澤

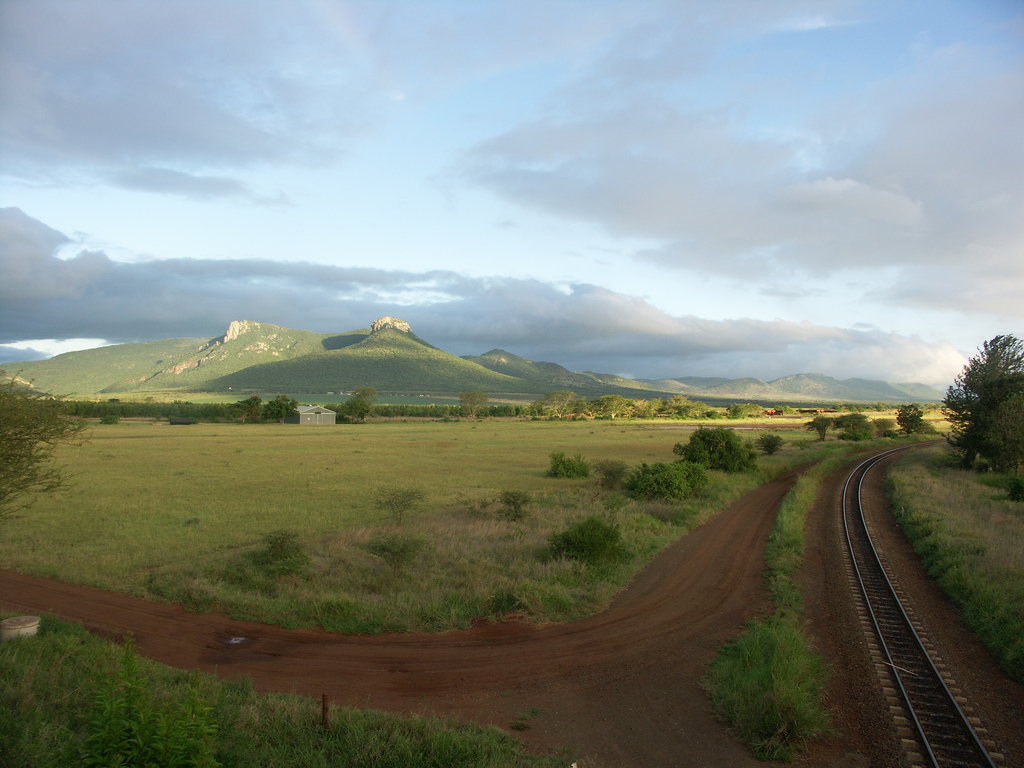

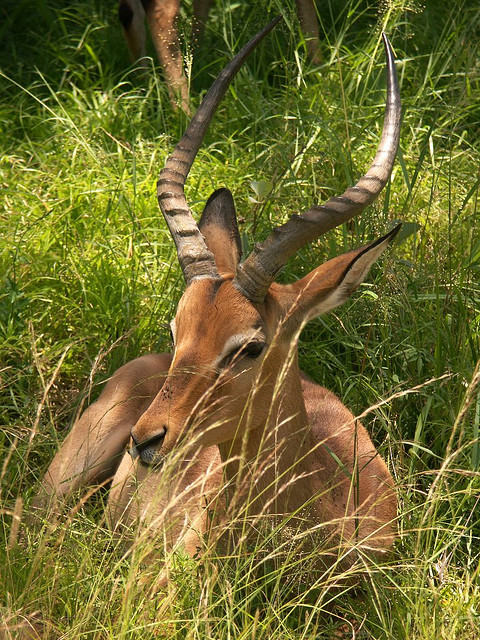

姆庫澤是南非的城鎮，位於該國東北部，由夸祖魯-納塔爾省負責管轄，距離德爾班約350公里，面積1.04平方公里，2001年人口1,834，人口密度每平方公里1,800人。